# Транзистор із плавним затвором

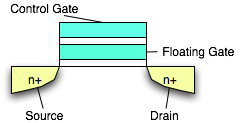

МОН-транзи́стор з плавни́м затво́ром (англ. Floating-gate MOSFET, FGMOS) являє собою польовий транзистор, структура якого аналогічна звичайному МДН-транзистору. Затвор транзистора розташований у глибині діелектрика на деякому віддаленні від усіх контактів транзистора, що не дозволяє електронам з маленькою енергією, потрапляти на нього. Поруч з ним розташований керівний затвор. Якщо до нього прикласти високу напругу, то багато електронів набувають настільки високої енергії, що можуть проходити крізь діелектрик і осідати на плавному затворі (інжекція «гарячих» електронів), і його заряд з нейтрального стає негативним.
Електрони, що потрапили на плавний затвор, можуть залишатися там протягом десятків років, причому їхня кількість не буде зменшуватися, якщо на транзистор не подається напруга. Якщо ж прикласти до керівного затвора напругу протилежного знака, то електрони починають з нього стікати, тим самим розряджаючи його. Очевидно, що плавний затвор наразі виконує ту ж роль, що і конденсатор в пам'яті DRAM — він зберігає запрограмовану інформацію. Таким чином, ми маємо два стаціонарних стани транзистора: плавний затвор або не має заряду, або заряджений негативно, відповідно, перше відповідає логічному нулю, а друге — одиниці.

## Застосування
Деякі приклади застосувань FGMOS: цифрові елементи зберігання в EPROM, EEPROM і флеш-пам'яті, нейронні обчислювальні елементи в нейронних мережах, накопичувачі аналогових елементів, цифрові потенціометри і однотранзисторні ЦАП.
На базі МДН — транзистора з плавним затвором, який дозволяє зберігати електрони, реалізовані пристрої флеш-пам'яті. Якщо заряд плавного затвора у однобітного МДН-транзистора менше 5000 електронів, то це означає, що комірка зберігає логічну «1», а якщо заряд більше 30 000 електронів, то — «0». Заряд комірки спричиняє зміну порогової напруги транзистора, й при операції читання вимірюється величина цієї порогової напруги, а по ньому визначається величина заряду на плавному затворі.
Популярним пристроєм, що реалізується на основі flash-пам'яті є USB-флеш-пам'ять — новий тип флеш-накопичувачів, що набув поширення в останні роки. USB-пам'ять являє собою накопичувач з USB-роз'ємом, всередині якого розміщуються одна або дві мікросхеми флеш-пам'яті і USB-контролер.